# William Playfair
William Playfair (Benvie, 10 marzo 1759 – Burntisland, 20 luglio 1823) è stato uno statistico scozzese.

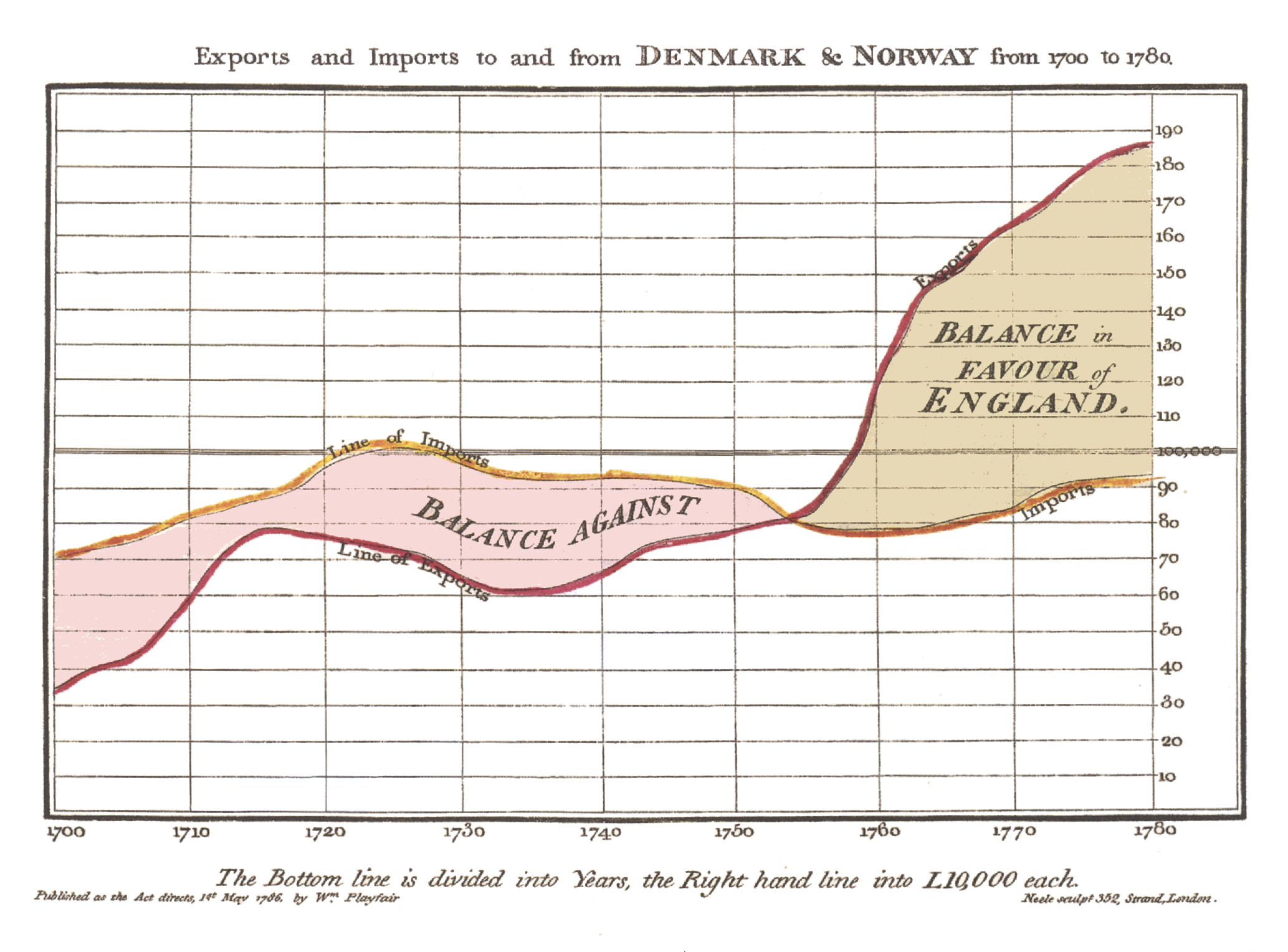
Grafico su importazione e esportazione dell’Inghilterra verso Danimarca e Norvegia.

È considerato colui che introdusse la rappresentazione grafica in statistica. Nella sua opera del 1786 presenta 44 grafici, di cui 43 rappresentano serie storiche e il 44-esimo pare essere il primo diagramma a barre affiancate. Nel 1801 introduce il cosiddetto diagramma a torta e altri modi di rappresentare graficamente i dati.

## Biografia

Diagramma a torta

Playfair nacque in Scozia nel 1759, nel periodo dell'illuminismo, quarto figlio del reverendo James Playfair. Tra gli altri suoi fratelli, James Playfair fu un noto architetto e John Playfair fu un famoso matematico. Il padre è morto nel 1772, quando William aveva 13 anni. Dopo l'apprendistato con Andrew Meikle, inventore della trebbiatrice, William Playfair divenne disegnatore e assistente personale di James Watt, nella fabbrica "Boulton and Watt" in Soho, Birmingham.
Playfair è stato ingegnere, disegnatore, inventore, mercante, economista, statistico, traduttore e giornalista. Nel 1782, quando lasciò l'azienda di James Watt, egli aprì un negozio di argenteria a Londra che fallì nell'arco di pochi anni. Nel 1787 si trasferì così a Parigi, dove, due anni dopo, partecipò alla presa della Bastiglia. Nel 1793 ritornò a Londra dove fondò una banca. Nel 1775 lavorò come scrittore.

## Pubblicazioni
- The Commercial and Political Atlas (1786)
- Statistical Breviary (1801)